# 第一交通産業
第一交通産業株式会社（だいいちこうつうさんぎょう、英: DAIICHI KOUTSU SANGYO Co.,Ltd.）は、福岡県北九州市小倉北区に本社を置き、タクシー・ハイヤー事業をはじめ、バス事業、不動産業、貸金業などを運営する企業。福岡証券取引所単独上場銘柄のひとつ（証券コード：9035）。

## 概説
創業者は黒土始（後に代表取締役創業者会長）。社長の田中亮一郎は、元テレビ朝日編成局企画部員。黒土会長の娘婿でもある。
主力事業のタクシー事業は1980年代からM&Aを進め、全国各地のタクシー会社(特に東急系と南海系)を買収し成長している。当初は本社所在地である北九州市を中心に、九州・山口を中心に事業展開していたが、現在では北海道から九州・沖縄まで全国に事業所を持ち、グループ全体の保有台数は2021年6月時点で業界首位の8,759台に及んでいる。一時期（2002年時点）は10,000超のタクシーを保有していたこともあったが、2009年に成立・施行した特定地域及び準特定地域における一般乗用旅客自動車運送事業の適正化及び活性化に関する特別措置法（通称・タクシー適正化・活性化法）により減車を余儀なくされた。

バス事業としては、2001年に福岡県内で子会社の第一観光バスを設立し、廃止代替バスの運行も行っていたが、2004年には民事再生手続中の沖縄県のバス会社・那覇交通の事業を譲受し、同年7月より那覇バスとして乗合バス事業へ本格進出した。さらに、同じく民事再生中の琉球バスの事業も2006年に譲受し、同年9月に琉球バス交通として事業を開始した。
乗合タクシーでは、2000年12月より「親富孝エクスプレス」の名称で、北九州市小倉北区平和通駅下 - 福岡市中央区親富孝通り間を土・日曜日の深夜に限り1日に3往復運行する深夜定期路線形態の運行を行っていたが、2010年10月現在、この路線は運行されていない。また過疎地型として、2003年4月より北九州市の「おでかけ交通」のうち木屋瀬・楠橋・星ヶ丘地区の路線を担当し（グループ内の第一観光バスが運行）、空港連絡型としては2006年3月より、北九州空港の早朝・深夜発着航空便（70便・91便・93便）に接続して空港と小倉北区・小倉南区・門司区方面との間を結ぶ予約制の路線をそれぞれ運行している。
不動産事業としては、分譲住宅事業を全国14の都県で展開し年間約600戸を供給。マンション分譲では「グランドパレス」や「アーバンパレス」のブランド名で九州全域に留まらず東京都や仙台市にも進出している。その他に賃貸ビル約70棟やファイナンス事業も手がけ、最近ではマンション分譲事業を熊本県や広島県から撤退させ、需要の多い関東地域へ注力している。
東京都の第一交通、芙蓉第一交通、東京・神奈川・千葉に拠点を持つヒノデ第一交通は、2015年までチェッカーキャブに所属していた（ただし、チケット使用取扱は引き続き実施している）。全てのグループ事業者において無線は自社無線での運用であり、前記3社も社名表示灯および無線は独自のものである。
また2007年以降は、全国にネットワークがあることを活かした「タクシードライバーが選ぶ『逸品倶楽部』」と題した通販事業に参入し「こだわり」をコンセプトとして展開している。

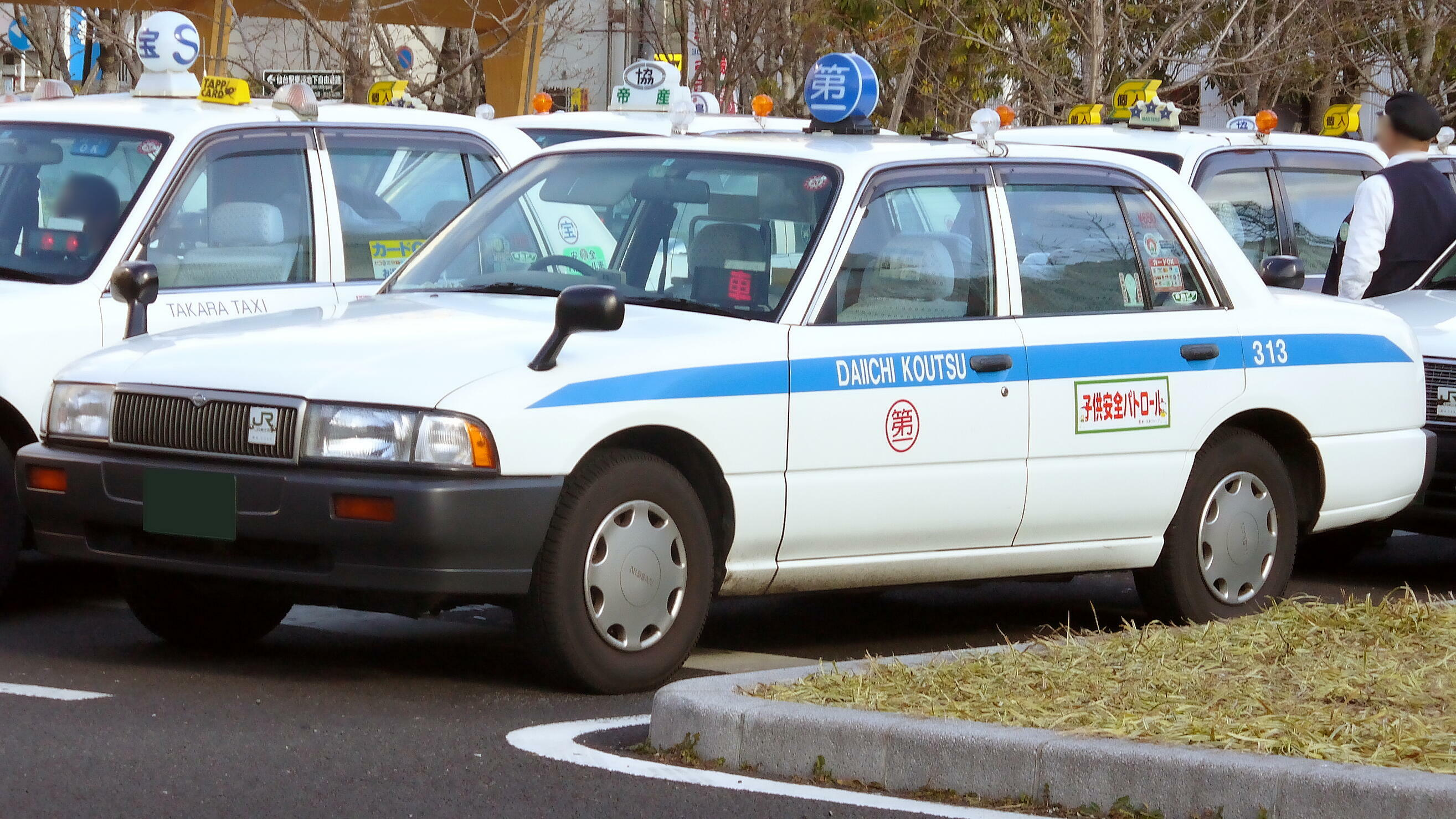
第一交通オリジナルカラー車（仙台駅東口タクシー乗り場にて撮影）
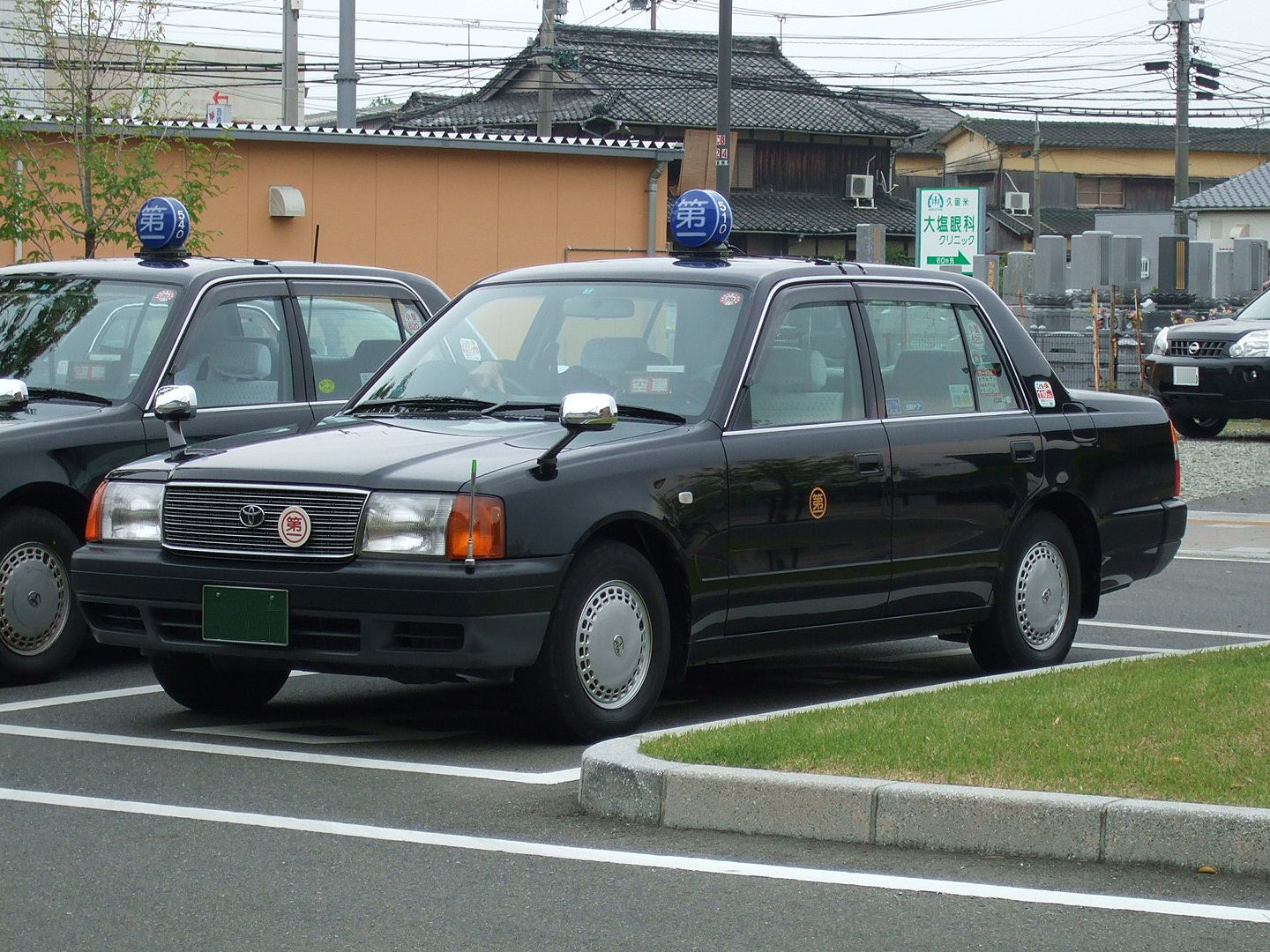
黒塗り小型車（福岡県久留米市にて撮影）
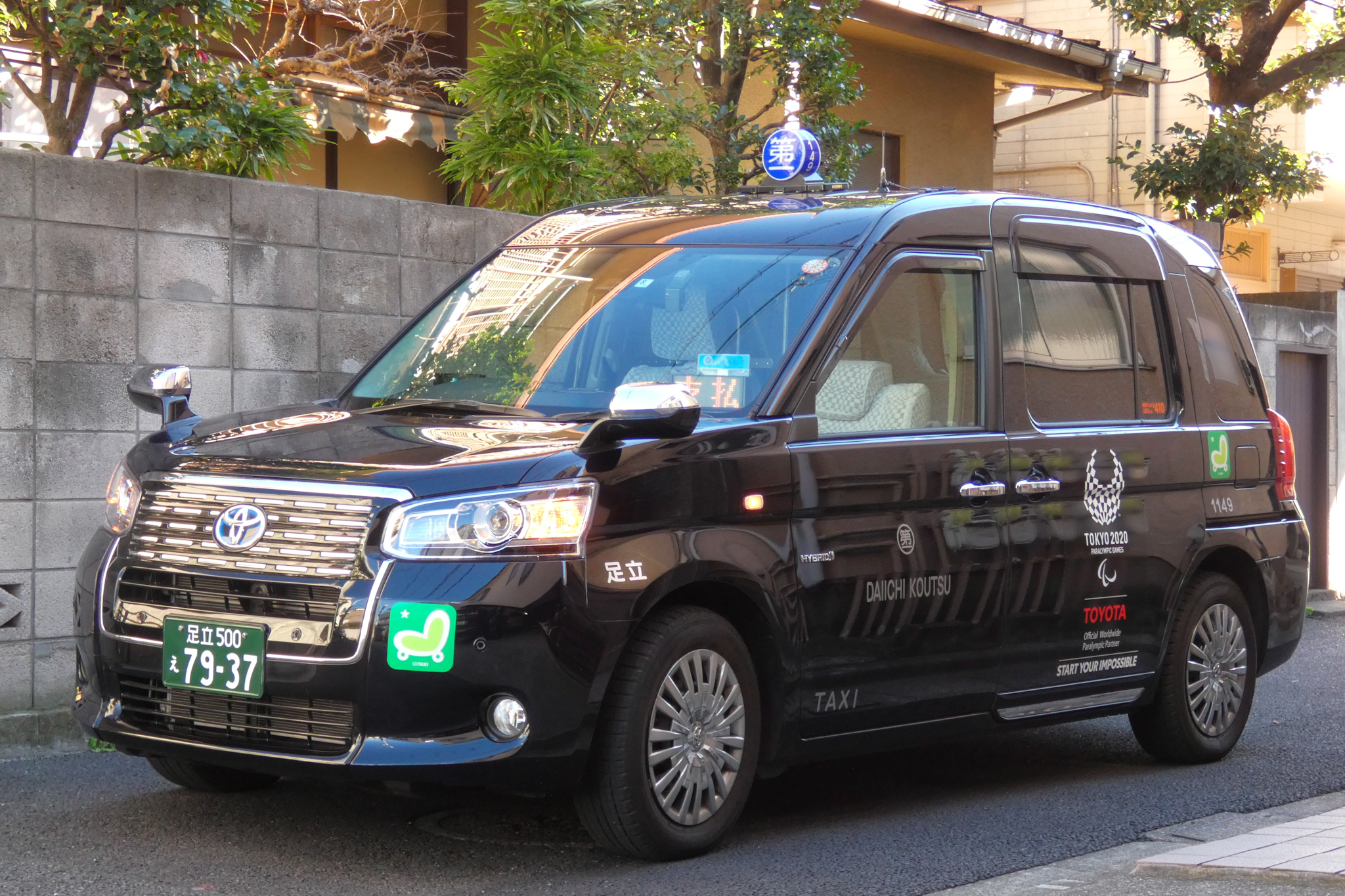
第一交通（足立）所属車（トヨタ・ジャパンタクシー、東京都北区にて撮影）
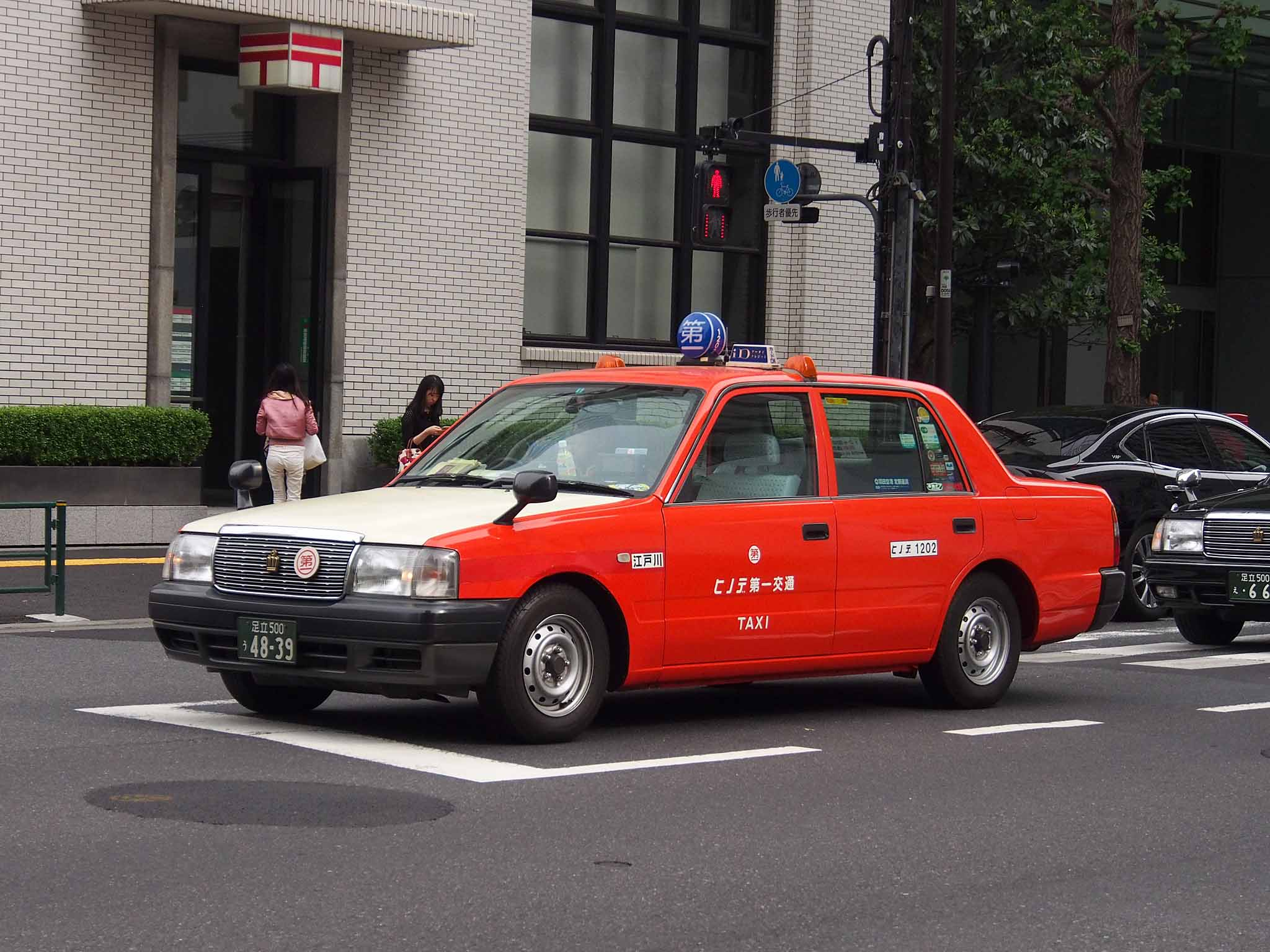
ヒノデ第一交通車（元チェッカーキャブ無線加盟、東京都千代田区にて撮影）

## 沿革
- 1960年6月 - 前身の第一タクシー有限会社を創業。
- 1967年6月 - 宮崎県のすみれタクシー（第一交通産業に吸収合併）を買収し、宮崎県へ進出。
- 1964年9月 - 不動産関係管理統括会社として第一通産株式会社を設立。
- 1968年5月 - 鹿児島県の林田タクシー（第一交通産業に吸収合併）を買収し、鹿児島県へ進出。
- 1972年11月 - 福岡市の大博タクシー（第一交通産業に吸収合併）を買収し、福岡市へ進出。
- 1975年9月 - 大分県の大丸タクシー（第一交通産業に吸収合併）を買収し、大分県へ進出。
- 1980年6月 - 熊本県のハナカゴタクシー（第一交通産業に吸収合併）を買収し、熊本県へ進出。
- 1981年8月 - 山口県の日祥タクシー（現・福川第一交通）を買収し、中国地区へ進出。
- 1985年3月 - 長野県のマルキチタクシー（現・第一交通（松本））を買収し、中部地区へ進出。
- 1986年2月 - 兵庫県の白浜タクシー（現・第一交通（姫路））を買収し、近畿地区へ進出。
- 1988年8月 - 佐世保市のエボシタクシー（第一交通産業に吸収合併）を買収し、長崎県へ進出。
- 1991年9月 - 埼玉県のサン自動車交通（現・サン第一交通）を買収し、関東地区へ進出。
- 1993年4月 - 第一通産株式会社を存続会社とし、九州内のタクシー会社28社と自動車教習所1校、不動産会社2社を吸収合併、第一交通産業株式会社となる。
- 1995年1月 - 宮城県のワカバタクシー（現・仙台第一交通）を買収し、東北地区へ進出。
- 2000年
  - 4月26日 - 福岡証券取引所に上場。
  - 11月 - 北海道の定鉄観光（現・札幌第一交通）を買収し、北海道へ進出。
  - 12月 - 徳島県の徳島南海タクシー（現・徳島第一交通）を買収し、四国地区へ進出。
- 2001年
  - 1月23日 - 子会社として貸切バス事業者の第一観光バスを設立[7]。
  - 4月1日 - 南海電鉄子会社の南海タクシーを買収し、大阪・和歌山の営業所を吸収合併する。
- 2004年 - 沖縄県の子会社那覇バスが、那覇交通から営業譲受。
- 2006年
  - 沖縄県の子会社琉球バス交通が、琉球バスから営業譲受。
  - 大阪地方裁判所堺支部の第一交通産業訴訟で同社が敗訴。
  - 10月1日 - 完全子会社である第一メディカル株式会社（本社:福岡県北九州市小倉北区、現在は親会社に吸収合併[8]）が、医療法人湘和会の総出資口2,100口のうち1,630口 (77.6%) を取得[9]。
- 2010年10月1日 - 京阪グループの京都府・大阪府・滋賀県・福井県のタクシー会社6社を買収。
- 2016年5月17日　- 三和交通（本社：新潟市西区）を買収。
- 2017年7月7日　- 北九州市の繁華街・魚町に飲食店を集めた商業施設「ウオマチヒカリテラス」[10]を開業。なお当日はオープニングセレモニーを予定していたが、福岡県内で豪雨被害が発生したためセレモニーは中止された[11]。
- 2018年4月5日　- 創業者である黒土の自宅を一部改装して、北九州市に「第一交通産業記念館」開設[12]。
- 2023年4月17日　- 創業者・黒土始が101歳で死去。なお前年100歳になるまで経営トップの座にあった。

## グループ会社

### 旅客運送事業
★印のタクシー事業者では、第一交通産業のスマートフォン用配車アプリ「モタク」が利用できる。

#### 北海道
- ★北広島第一交通 （北広島市大曲末広4丁目1-6　旧・構内第一交通）
  - ★北広島第一交通北営業所 （札幌市北区新琴似2条13丁目9-1）
- ★興亜第一交通（札幌市東区北24条東10丁目1-25 旧・興亜タクシー）
  - ★興亜第一交通白石営業所（札幌市白石区北郷2条12丁目4-24）
  - ★興亜第一交通南営業所（札幌市南区川沿14条1丁目1-17）
- ★札幌第一交通（札幌市白石区東札幌1条1丁目1-1 旧・定鉄観光）
  - ★札幌第一交通発寒営業所（札幌市西区発寒9条12丁目1-8）
- 株式会社函館第一交通（函館市広野町4-11 旧・ことぶき第一交通）
- 函館第一交通株式会社（函館市亀田町6-22 旧・美咲観光ハイヤー→美咲第一交通）
- 苫小牧第一観光ハイヤー（苫小牧市有明町1丁目9-13 旧・苫小牧観光ハイヤー[13][14]）

#### 宮城県
- ★観光第一交通（仙台）（仙台市若林区、泉区、太白区各1所 旧：仙台観光自動車）[注釈 2]。
- ★仙台第一交通（仙台市宮城野区2所 旧・ワカバ、東仙、原町、朝日タクシー）
- 南仙台第一交通（仙台市太白区西中田　 旧・南仙台交通）[注釈 3]
- 第一交通（松島）（宮城郡松島町松島字磯崎字浜）

#### 茨城県
- 茨城第一交通（水戸市、那珂市各1所）
- 観光第一交通（水戸）（水戸市石川 旧・日産観光）
- 土浦第一交通（土浦市粕毛）
- 湊第一交通（ひたちなか）（ひたちなか市海門町）

#### 群馬県
- 群北第一交通（渋川市渋川 旧・群北自動車交通）
- 県都第一交通（前橋市総社町）
- 高崎第一交通（高崎市芝塚町）
- （佐久）第一交通（吾妻郡）→2010年10月、経営権を草津観光タクシーに売却して吾妻郡から撤退

#### 埼玉県
- 大久保第一交通（狭山市富士見）
- 埼玉第一交通（狭山市、飯能市、川越市各1所）
- サン第一交通（狭山市富士見）

#### 千葉県
- ヒノデ第一交通市川営業所（市川市高谷）・浦安営業所（浦安市北栄）　旧・ヒノデ

#### 東京都
- 第一交通（東京）千代田営業所（千代田区一ツ橋）ハイヤー部門　丸の内（営）・新木場（営）→千代田営業所　2020年統合　
  - ★第一交通（東京）鹿浜営業所（足立区鹿浜 旧・ワカイ交通→東京第一交通）2011年廃止
  - ★第一交通（東京）西新井営業所（足立区江北）
  - ★第一交通（東京）新木場営業所（江東区新木場 旧・フラワー交通→フラワー第一交通）
- ★第一交通（足立）千住営業所（足立区千住緑町　旧・江戸川自動車交通(東京相互無線系)→東京第一ハイヤー）
- ★江戸川第一交通（江戸川区中央(ヒノデ第一交通内) 旧・東京滋賀中央タクシー）
- ★ヒノデ第一交通江戸川営業所（江戸川区中央 旧：ヒノデ）・大田営業所（大田区南六郷(芙蓉第一交通内) 旧・大同交通）
- ★芙蓉第一交通（大田区南六郷 旧・芙蓉自動車）
- 第一交通武蔵野（武蔵野市境 旧・ユアーズ[16]）
- 第一交通台東（台東区根岸 旧・ユナイテッドキャブ）

なお、葛飾区に「東京第一交通」が存在するが、同社は東京無線グループで、第一交通産業とは一切関係ない。

#### 神奈川県
- 第一交通（足立）横浜営業所（横浜市中区本牧十二天　旧・アンタタクシー）
- ヒノデ第一交通磯子営業所（横浜市磯子区岡村）・保土ヶ谷営業所（保土ケ谷区東川島町） 旧・ヒノデ

#### 山梨県
- ★甲州第一交通（本社：甲府市富士見、里吉営業所：甲府市里吉）
- ★山梨第一交通（本社：甲府市富士見、大里営業所：甲府市大里町、石和営業所：笛吹市石和町広瀬）
- ★武田第一交通（甲府市富士見 旧・武田名鉄交通（信州名鉄運輸グループ））
- ★玉幡第一交通（甲斐市西八幡 旧・玉幡タクシー）

#### 新潟県
- 新潟第一交通（新潟市西区 旧・三和第一交通）

#### 石川県
- 金沢第一交通（金沢市山科）
- 加賀第一交通（加賀市山代温泉桔梗ヶ丘、小松市上本折町）

#### 長野県
- あづみ野第一交通（安曇野市明科中川手、旧・明科第一交通、旧々・明科タクシー）
- アルプス第一交通（大町市大町仁科町、旧・アルプス自動車。2004年系列入り）[注釈 4]
- 第一交通（高島）（諏訪市高島、旧・高島乗用自動車・諏訪タクシー）
- 第一観光タクシー（飯田市主税町）
- 第一交通（佐久）（佐久市跡部、北佐久郡軽井沢町軽井沢東、小諸市和田、旧・草軽ハイヤー）
- 第一交通（松本）（松本市渚、旧・マルキチタクシー。1985年系列入り）
- 相互第一交通（松本市筑摩、旧・相互タクシー。2016年系列入り）

#### 静岡県
- 熱海第一交通（熱海市昭和町、旧・熱海京王自動車）
- 伊豆第一交通（熱海市桜木町、旧・新東海交通）
- 沼津第一交通（沼津市新沢田町、旧・沼津新東海交通）
- （富士宮）第一交通有限会社（富士宮市宮町、旧・篠原タクシー）:

#### 愛知県
- ★鯱第一交通（本社：名古屋市北区中切町、営業所:東海市東海町。旧・東急鯱タクシー）[注釈 5]。
- 大宝第一交通（名古屋市熱田区西野町、旧・大宝タクシー。2014年7月傘下入り）[注釈 6]。

#### 三重県
- 熊野第一交通熊野営業所（熊野市井戸町、旧・熊交タクシー）
- 三重第一交通（津市大門、旧・タカモリ第一交通）[注釈 7]

#### 和歌山県
- 橋本第一交通（橋本市神野々、旧・南海タクシー橋本営業所→大阪第一交通橋本営業所、2022年10月1日分離独立）[19]
- 御坊第一交通（御坊市薗、旧・御坊南海タクシー）
- 熊野第一交通（新宮市あけぼの、東牟婁郡那智勝浦町築地、旧・熊交タクシー）
- ★白浜第一交通（西牟婁郡白浜町、田辺市各1所、旧・白浜南海タクシー）
- ★和歌山第一交通（和歌山市福島、和歌山市松江東、岩出市清水 旧・和歌山南海交通）

#### 福井県
- 敦賀第一交通（敦賀市、旧・敦賀京阪タクシー。京都第一交通子会社）

#### 滋賀県
- ★ 滋賀第一交通（栗東市、旧・滋賀京阪タクシー。京都第一交通子会社）
- ★ 大津第一交通（大津市、旧・汽船タクシー）

#### 京都府
- 京都第一交通（京都市伏見区、旧・京阪タクシー）
- 宇治第一交通（宇治市宇治、旧・宇治京阪タクシー）
- 八光第一交通株式会社（京都市西京区、旧・八光タクシー）

#### 大阪府
- ★大阪第一交通（堺市3所、泉南市、泉佐野市、大阪狭山市、河内長野市、泉北郡忠岡町各1所 旧：南海タクシー 2001年3月グループ化）
- ★堺第一交通（堺市、大阪市住之江区各1所、豊中市2所 旧：堺南海交通 2001年3月グループ化　2019年池田タクシーの一部を事業譲受）
- 京都第一交通 楠葉営業所（枚方市　本社：京都市伏見区）
- 第一交通（枚方）（枚方市藤田町 旧：大阪京阪タクシー）
- 富田林第一交通（富田林市 旧：富田林交通）→大阪第一交通へ吸収合併
- ★南大阪第一交通（西成区、旧：南大阪交通、以前は大阪トヨペットグループ。2014年8月グループ化）
- ★ロイヤル第一交通（堺市西区草部 旧：ロイヤルタクシー）
- ダイワ第一交通（堺市西区草部 旧：ダイワ交通）→2016年4月付でロイヤル第一交通へ吸収合併

#### 兵庫県
- ★ 第一交通（神戸）（神戸市東灘区深江浜町 旧：郵船交通、1988年グループ化）
- 第一交通（姫路）（姫路市飾磨区妻鹿喜多町 旧：白浜タクシー、1985年グループ化）
- 御影第一（神戸市東灘区深江浜町（第一交通（神戸）と同一） 旧：御影タクシー）
  - 御影第一須磨営業所（神戸市須磨区白川字不計 旧：ゑび須タクシー）
- 相生神姫第一交通（相生市大島町、旧：相生神姫タクシー）[注釈 8]
- 名神第一交通（尼崎市下坂部、旧：名神タクシー）

#### 広島県
- 広島第一交通（広島市西区草津港 旧：広電タクシー）[注釈 9]。
- 平和第一交通（広島市佐伯区石内北）
- つるみ第一交通（広島市南区仁保新町、旧：つるみタクシー）
- はと第一交通（広島市東区戸坂千足、旧：はとタクシー）

#### 島根県
- 出雲第一交通（出雲市塩冶善行町）
- 第一交通（新生）（益田市あけぼの本町）
- 第一交通（松江）（松江市東朝日町、旧:ライオンタクシー）
- 津和野第一交通（鹿足郡津和野町大字後田）- 2015年3月に撤退し、フォーブル（旧：第一タクシー (広島県)）が事業継承。
- 富士第一交通（大田市大田町大田）
- みなと第一交通（浜田市浅井町）

#### 鳥取県
- 米子第一交通（米子市両三柳）

#### 山口県
- 第一交通（岩国）（岩国市、萩市各1所）
- 第一交通（周南）（周南市2所）
- 福川第一交通（周南市浜田　徳山第一交通　旧・徳山近鉄タクシーを吸収合併）
- 下関第一交通（下関市2所）
- 柳井第一交通（柳井市中央、旧・柳井タクシー）
- 玖珂第一交通（岩国市玖珂町、旧・玖珂駅構内タクシー）

#### 徳島県
- 徳島第一交通 （徳島市南常三島町・鳴門市撫養町各1箇所、旧南海タクシー）

#### 愛媛県
- 松山第一交通（松山市土居田町）
- 富士第一交通（松山市山越、旧・富士タクシー）
- すみれ第一交通（松山市星岡、旧・すみれタクシー）

#### 福岡県
- ★北九州第一交通（北九州市小倉北区、門司区、行橋市）
- 戸畑第一交通（北九州市戸畑区、旧：北九州第一交通戸畑営＋旧：毎日交通グループこくらタクシー、2019年に戸畑タクシーを事業譲受）
- 第一交通（小倉）（北九州市小倉南区葛原東）
- 第一交通（徳力）（北九州市小倉南区徳力、旧：北九州第一交通徳力営）
- 八幡第一交通（北九州市八幡西区）
- 株式会社第一交通（北九州市八幡東区、旧：八幡第一交通八幡営＋旧：毎日交通グループ毎日交通）
- 若松第一交通（北九州市若松区）
- ひかり第一交通（中間市岩瀬、旧：ひかり交通）
- ★福岡第一交通（福岡市城南区、西区、南区、博多区、那珂川市）
- 新協第一交通（福岡市東区松島、旧：三五会無線グループ新協タクシー）
- 第一交通（大野城）（大野城市御笠川、旧：福岡第一交通大野城営＋旧：長住第一交通（旧：長住タクシー））
- 早良第一交通（福岡市早良区野芥、旧：三五会無線グループ薬院タクシー）
- 株式会社第一交通（福岡市東区香椎照葉、旧：城南第一交通（旧：西ビルタクシー））
- 福岡東第一交通（福岡市東区松崎、旧：福岡第一交通福岡東営）
- 久留米第一交通（久留米市、旧：福岡第一交通久留米営）
- 第一観光バス（那珂川市）- 貸切バス事業者でタクシー事業は行っていない。
- 第一交通サービス株式会社（北九州市小倉北区）

#### 長崎県
- ★ 長崎第一交通佐世保営業所（佐世保市相浦、旧：エボシタクシー、三光タクシー）
  - 長崎第一交通島原営業所（島原市下川尻町）

#### 熊本県
- 熊本第一交通（熊本市東区戸島西）
- 肥後第一交通本社（熊本市西区島崎）
  - 肥後第一交通山鹿営業所（山鹿市鹿本町大字来民）

#### 大分県
- 大分第一交通（大分市3所、国東市安岐町大字馬場1所）
- 第一交通（大分）（大分市、別府市、佐伯市、中津市、由布市湯布院町各1所、旧：別府近鉄タクシーなど）
- 王子第一交通（大分市東八幡、旧：王子タクシー）
- 大分第一ホーバードライブ（大分市、ホーバークラフトの運航）

#### 宮崎県
- ★ 宮崎第一交通 （宮崎市2所、日南市、延岡市各1所）

#### 鹿児島県
- 鹿児島第一交通（鹿児島市3所、鹿屋市1所、指宿市1所）
- 第一交通（川内）（薩摩川内市、いちき串木野市、姶良市、霧島市各1所）
- 第一交通（阿久根）（阿久根市琴平町）

#### 沖縄県

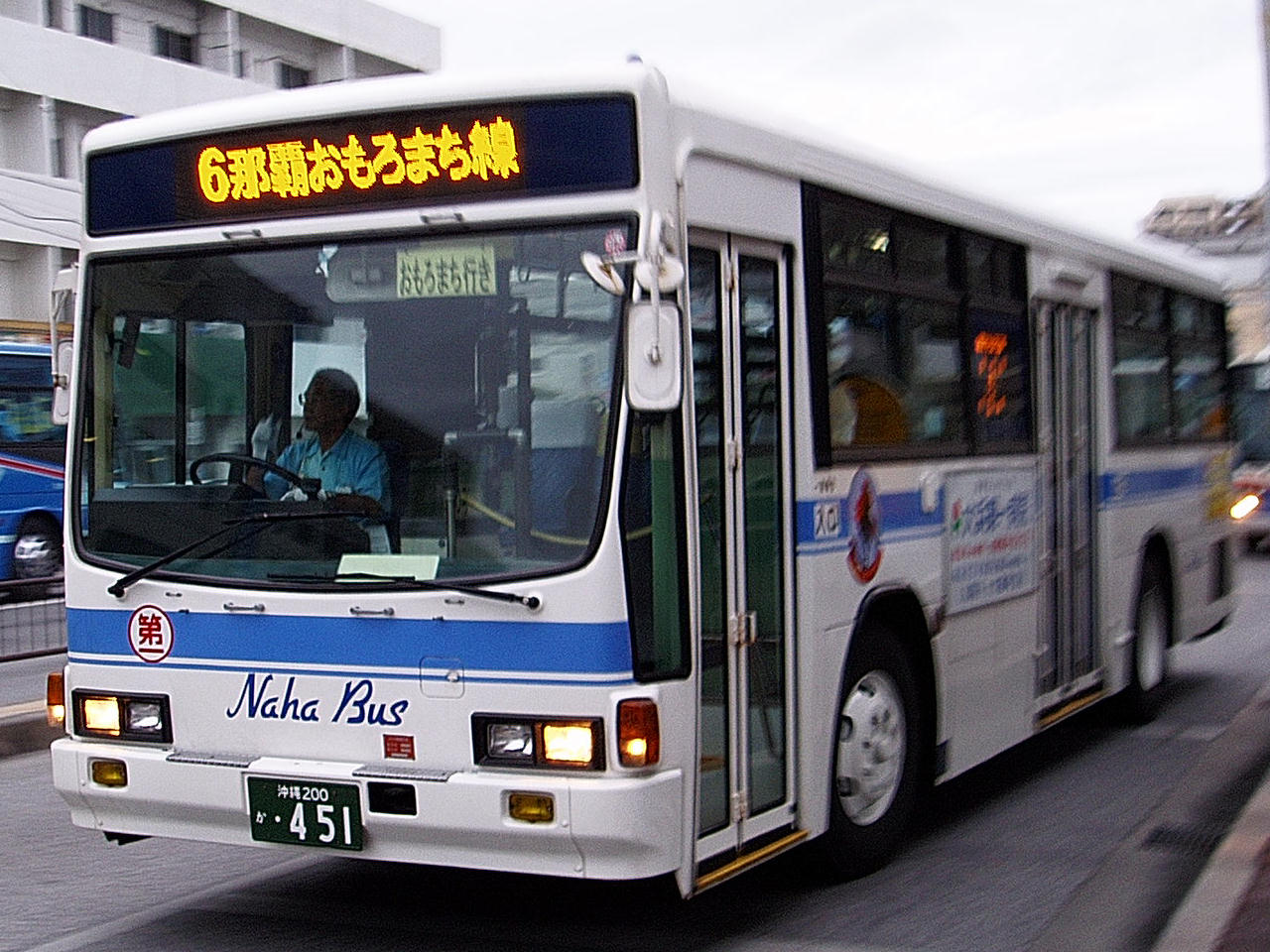
那覇バス市内線塗装（タクシー車両の塗装を参考にしたと思われる）

- 那覇バス（豊見城市、旧：那覇交通。2004年7月18日より乗合バス・貸切バス事業を開始[注釈 10]。沖縄県内で最初に加盟した会社）
- 琉球バス交通（豊見城市、旧：琉球バス。2006年9月1日より乗合バス・貸切バス事業を開始。2015年8月に旧：國和ハイヤーの國和第一ハイヤーを吸収合併しハイヤー事業を開始[21]）
- ★ 那覇第一交通（那覇市、旧：三洋交通、2006年8月から営業開始）
- ★ 沖縄第一交通（那覇市、旧：沖縄交通サービス、2006年11月から営業開始。さらに沖縄ハイヤーも株式取得により系列化）
- オリオン第一交通（沖縄市、旧：末広タクシー・オリオンタクシー・球陽交通、2007年4月に出資持ち分引受け、2007年に末広第一交通とオリオン第一交通が合併、2009年に球陽第一交通を吸収合併）
- 美栄第一交通（浦添市、旧：美栄タクシー、2008年10月に出資持ち分引受け）
- 鏡原第一交通（那覇市、旧：鏡原タクシー、同上、旧：水仙タクシーの水仙第一交通も吸収合併）
- てだこ第一交通（浦添市、旧：平良川タクシー、2012年1月に出資持ち分引受け）
- 第一マリンサービス（那覇市、2019年4月より高速船を運航。那覇-本部間）

### 不動産事業
- 北九州本社分譲事業本部（北九州市小倉北区馬借）
- 北九州支店（北九州市小倉北区馬借）
- 中国支店（山口県下関市阿弥陀寺町）
- 福岡支店（福岡市博多区東比恵）
- 南九州支店（鹿児島市宇宿）
- 東京支店（東京都千代田区丸の内）
- 仙台営業所（仙台市青葉区大町）
- 第一ホーム株式会社（北九州市小倉北区馬借）- 福岡支店（福岡市博多区東比恵）

### ビル事業
- 北九州本社ビル事業部（北九州市小倉北区馬借）
- 福岡ビル（福岡市博多区東比恵）
- 大分ビル（大分市大手町）
- 宮崎ビル（宮崎市吉村町）
- 鹿児島ビル（鹿児島市宇宿）
- 那覇バスターミナル(那覇市泉崎)

### 不動産管理事業
- 株式会社ダイイチ合人社建物管理（北九州市小倉北区馬借）

### パーキング事業
- ダイイチパーク株式会社（北九州市小倉北区馬借）
  - 東京支店（東京都千代田区丸の内）

### 不動産再生業
- 株式会社エフ・アール・イー（福岡市博多区）

### 不動産売買仲介業
- 沖縄第一不動産株式会社（那覇市旭町）

### 旅行事業
- 株式会社西日本日中旅行社（福岡市博多区）
- 第一トラベルサービス（山口県光市）
- 大阪第一トラベル株式会社（大阪府堺市）

### ファイナンス事業
- 株式会社第一ゼネラルサービス（福岡市博多区）
  - 熊本支店（熊本市水前寺）
  - 鹿児島支店（鹿児島市大黒町）
  - 東京支店（千代田区丸の内）
  - 廃止された支店
  - 福岡南支店（福岡市博多区西春町）
  - 久留米支店（久留米市東町）
  - 北九州支店（北九州市小倉北区馬借）
  - 長崎支店（長崎市勝山町）
  - 熊本支店（熊本市水前寺）
  - 大分支店（大分市中央町）
  - 宮崎支店（宮崎市橘通東）
  - 山口支店（山口市小郡御幸町）

### ホテル事業
- 株式会社YOUスタイル（株式会社第一ゼネラルサービスの 100％子会社）
  - YOU STYLE HOTEL HAKATA（福岡市博多区）
  - YOU STYLE HOTEL MATE（鹿児島市呉服町）
  - YOU STYLE HOTEL MARINE（鹿児島市船津町）

### 保険代理業
- 株式会社第一マネージメント（北九州市小倉北区馬借）

### 自動車販売事業及び整備事業
- 株式会社第一モータース（北九州市小倉北区東港）- 福岡工場（福岡市東区）
- 株式会社沖縄第一モータース（浦添市港川）
- 株式会社広島第一モータース（広島市西区）
- 株式会社仙台第一モータース（仙台市宮城野区）
- 株式会社札幌第一モータース（札幌市白石区）
- 株式会社第一モータース（大阪府泉北郡忠岡町）
- 株式会社第一モータース（京都市伏見区 旧：トラベル京阪　京都第一交通子会社）
- 大宝ダイイチ株式会社（名古屋市熱田区）
- 太陽モータース株式会社（宮崎市昭栄町）

### オートガススタンド・ガソリンスタンド
- 第一マルヰサービス株式会社（北九州市小倉北区）
- 第一オートガス株式会社（鹿児島市錦江町）
- 芙蓉第一交通株式会社（東京都大田区）
- 大宝ダイイチ株式会社
  - 西野町給油所（名古屋市熱田区）
  - 勝川橋給油所（愛知県春日井市）

### 医療・介護事業
- 第一ケアサービス株式会社
  - エスパレス 一枝（北九州市戸畑区）
  - 第一シルバーホーム福岡（福岡市博多区美野島）
  - 第一シルバーホーム北九州（北九州市小倉北区竪林町）
  - 第一シルバーホーム別府（大分県別府市）
  - 第一シルバーホーム岩国（山口県岩国市）
  - 第一シルバーホーム下関（山口県下関市）
  - 第一シルバーホーム市川（千葉県市川市）
- 医療法人湘和会 湘南記念病院 （神奈川県鎌倉市）

### スポーツ事業
- ダイイチダイナミックスポーツ株式会社
  - ダイイチダイナミックゴルフ（北九州市小倉南区横代東町）

### ITソリューション事業
- 株式会社アクシス・ワン（北九州市小倉北区馬借）

### 通信販売事業
- 通販事業部（北九州市小倉北区馬借）
- 第一酒販有限会社 通販事業部（北九州市小倉北区原町）

### モビリティネットワーク事業
- ダイイチモビリティネットワークス株式会社（北九州市小倉北区）

### その他出資企業
- ギラヴァンツ北九州（北九州市小倉北区浅野） - トップパートナー兼主要株主（保有比率2%強）

## 過去存在したグループ会社
- 株式会社ミュンヘンオート BMW事業部（北九州市小倉北区木町） - 2009年4月末で撤退し、ウイルプラスホールディングスへ譲渡
- MINI小倉（北九州市小倉北区木町）、MINI福岡西（福岡市早良区飯倉） - 2009年8月末で撤退し、ウイルプラスホールディングスへ譲渡
- 日新信販株式会社（福岡市博多区冷泉町）- 2005年に買収したが2008年8月にグループを離脱
- 大分第一不動産株式会社（大分市大手町）- 2022年に第一交通産業へ吸収合併
- 株式会社パーク・スリー（熊本市水道町）- 2020年解散
- 株式会社トオーツウ（北九州市小倉北区熊谷）- 時期不明グループ離脱済み
- 第一メディカル（北九州市小倉北区）- 2019年に第一交通産業へ吸収合併
- 株式会社第一アートインテリア 九州民芸村（北九州市八幡東区河内）- 2009年施設閉鎖
- 徳山第一交通（周南市大字湯野字下小串原、旧・徳山近鉄タクシー）- 2018年福川第一交通に吸収合併

## タクシー配車アプリ
以下のタクシー配車アプリを導入している。
- 第一交通（モタク）
  - 第一交通（モタク）は第一交通産業とタクシーの予約システムを手がけるモバイルクリエイトが共同で開発している。同じ開発者であるモバイルクリエイトが手がけるアプリには大阪府の国際興業大阪と共同開発した「国際興業」というアプリもある。従来携帯電話のインターネット機能を利用して予約するモタクがあるが、これをさらにスマートフォンのアプリからも予約できるようになっている。対応するOSはiOS（iPhone・iPod touch）、Androidとなっている。
    - 第一交通 - App Store
    - 第一交通 - Google Play

- DiDi
  - DiDi（ディディ）はDiDiモビリティジャパンが開発したアプリで、2018年9月10日に当社が提携。2018年9月27日に大阪府内でサービスが開始された。現在は一部のエリアで利用ができる。
    - DiDi - App Store
    - DiDi - Google Play

- GO
  - GO（ゴー）は日本交通とDeNAの合弁であるMobility Technologiesが開発したアプリで、東京都と神奈川県のエリアのみで利用できる。
    - GO - App Store
    - GO - Google Play

## テレビ番組
- 日経スペシャル ガイアの夜明け タクシー戦国時代 〜都を狙え!若き武将たち〜（2004年4月6日、テレビ東京）[22]

## 提供番組
- アサデス。KBC（九州朝日放送テレビ）
- みんなで撲滅 飲酒運転（FM福岡）
- 人生の楽園（テレビ朝日系列）
- 福岡国際マラソン（九州朝日放送がテレビ朝日系列向けに制作する中継）
- 選抜女子駅伝北九州大会（RKB毎日放送）
- 朝だ!生です旅サラダ（朝日放送テレビ制作） - 北海道テレビ放送における8:05 - 8:30前後のローカルスポンサーに参加。
- 民間放送教育協会番組（日本のチカラ・民教協スペシャル）
- 極上!ゴルフ場探訪（BS朝日）